# Ріділль
Ріділль (давньоскан. Ridill) — меч Реґіна, який згадується в «Сазі про Вьольсунґів» та «Старшій Едді».

## Історія Ріділля
Коли Сіґурд (Зіґфрід) вбив дракона Фафніра, Реґін вийшов зі сховку й підійшов до мертвого Фафніра, який був його братом. Він вирізав серце у Фафніра за допомоги меча Ріділля, аби по тому його посмажити, адже серце Фафніра дарувало здатність розуміти мову тварин та птахів; також він випив драконової крові:

«Тоді Реґін підійшов до Фафніра й вирізав у нього серце мечем, який називається Ріділль. Тоді він став пити кров з рани.»;

«Тоді вирізав Реґін серце в Змія тим мечем, що звався Ріділль; випив по тому Реґін кров Фафніра й сказав: „Виконай моє прохання, для тебе це справа легка: підійди до багаття з серцем оцим, посмаж його й дай мені їсти.“»